# Nàng thơ của Miller
Nàng thơ của Miller (tên tiếng Anh: Miller's Girl) là một bộ phim điện ảnh Mỹ thuộc thể loại giật gân – chính kịch ra mắt vào năm 2024 do Jade Halley Bartlett viết kịch bản kiêm đạo diễn. Với sự tham gia diễn xuất chính của Jenna Ortega và Martin Freeman, phim theo chân nữ sinh Cairo và giáo sư Miller bắt đầu bước vào một mối quan hệ phức tạp sau một dự án.
Bộ phim được công chiếu tại Mỹ vào ngày 26 tháng 1 năm 2024 bởi Lionsgate. Tại thị trường Việt Nam, bộ phim cũng chính thức được ra mắt tại các rạp vào ngày 16 tháng 2 năm 2024.

## Nội dung
Cairo Sweet là một nữ sinh học giỏi nhưng đầy bí ẩn phải hoàn thành một dự án với giáo sư của mình, Jonathan Albert Miller. Giữa họ dần hình thành mối quan hệ phức tạp buộc cả hai phải đấu tranh nhằm giữ vững những gì họ yêu quý khỏi trước những hành động sai lầm của bản thân.

## Diễn viên
- Martin Freeman thủ vai Jonathan Miller
- Jenna Ortega thủ vai Cairo Sweet
- Gideon Adlon thủ vai Winnie
- Bashir Salahuddin thủ vai Boris Fillmore
- Dagmara Domińczyk thủ vai Beatrice
- Christine Adams thủ vai Joyce Manor